# Lan Hãn
Lan Hãn (giản thể: 兰汗; phồn thể: 蘭汗; bính âm: Lán Hàn) (?-15/8/398) là một triều thần của nước Hậu Yên, ông đã giết chết hoàng đế Mộ Dung Bảo vào năm 398 và trong một khoảng thời gian ngắn đã chiếm được quyền cai trị đế quốc trước khi bị con trai của Mộ Dung Bảo là Mộ Dung Thịnh giết chết.
Lan Hãn là một người cậu của Mộ Dung Thùy, tức cha của Mộ Dung Bảo và cũng là hoàng đế khai quốc của Hậu Yên. Năm 384, ông đã giúp đỡ Mộ Dung Nông (một người con trai của Mộ Dung Thùy) nổi dậy chống Tiền Tần để hỗ trợ cho cuộc nổi loạn chính của Mộ Dung Thùy. Dưới thời Mộ Dung Thùy trị vì, ông không được nói đến nhiều. Năm 387, ông là một trong các chỉ huy trong chiến dịch chống Đông Tấn của Hậu Yên. Năm 391, ông chỉ huy một đội quân tiến đánh một tộc trưởng của bộ lạc Hạ Lan (賀蘭) của người Tiên Ti là Hạ Lan Nhiễm Can (賀蘭染干). Dưới thời Mộ Dung Thùy trị vì, ông đã gả một người con gái cho Mộ Dung Thịnh, khi đó đang là Trường Lạc công.
Đến mùa xuân năm 398, sau một cuộc nổi loạn của tướng Đoàn Tốc Cốt (段速骨), Mộ Dung Bảo đã bị vây trong Long Thành (龍城, nay thuộc Cẩm Châu, Liêu Ninh), Lan Hãn được chép lại là đã có tước hiệu thân vương và chỉ huy một đội quân ở gần thành, song ông lại bí mật liên minh với họ Đoàn. Bằng nỗ lực vận động của ông, Mộ Dung Nông đã ra đầu hàng Đoàn Tốc Cốt, điều này đã khiến cho quân trong Long Thành sụp đổ và buộc mộ Dung Bảo phải chạy trốn. Tuy nhiên, chưa đầy một tháng sau đó, Lan Hãn đã phục kích Đoàn Tốc Cốt và chiếm lấy Long Thành và tạm thời lập thái tử Mộ Dung Sách (慕容策) làm người lãnh đạo rồi cử người đưa tin để mời Mộ Dung Bảo quay trở về Long Thành. Mộ Dung Bảo tuy vậy lại nghe lời của Mộ Dung Thịnh và ban đầu đã từ chối thỉnh cầu của Lan Hãn, đi về phía nam để đến chỗ người chú là Phạm Dương vương Mộ Dung Đức. Song sau khi hay tin Mộ Dung Đức đã xưng đế vào đầu năm, Mộ Dung Bảo lại trở về phía bắc và khi gần đến Long Thành thì được Lan Gia Nan (蘭加難) hộ tống. Tuy nhiên, khi đến sát Long Thành, Lan Gia Nan đã giết chết Mộ Dung Bảo - dường như là theo lệnh của Lan Hãn. Lan Hãn sau đó giết chết Mộ Dung Sách và một số hoàng thân Mộ Dung, tự xưng làm Đại Thiền vu và Xương Lê vương. Ông cũng cải niên hiệu thành Thanh Long (青龍), biểu thị rằng mình đã lập nên một đất nước mới.
Mộ Dung Thịnh do nghi ngờ ý định của cha vợ nên đã không cùng cha trở về Long Thành, nay hay tin thì lại quyết định đến Long Thành để tỏ lòng thương tiếc Mộ Dung Bảo, Mộ Dung Thịnh cho rằng Lan Hãn sẽ không giết mình vì dù sao cũng là con rể. Khi Mộ Dung Thịnh đến Long Thành, Lan vương phi đã cúi đầu cầu xin cha và các anh em trai tha mạng cho Mộ Dung Thịnh. Ngoài ra, phu nhân của Lan Hãn cũng cầu xin. Lan Hãn vì thế đã tha cho Thịnh. Mộ Dung Thịnh ngay sau đó đã gieo rắc sự ngờ vực giữa Lan Hãn và các anh em của mình là Lan Gia Nan và Lan Đê (蘭堤). Lan Hãn lập con trai Lan Mục (蘭穆) làm thái tử.
Lan Hãn cũng tha cho Thái Nguyên vương Mộ Dung Kì (慕容奇) do mẹ ông ta là con gái của Lan Hãn. Mộ Dung Thịnh và Mộ Dung Kì sau đó âm mưu cho Mộ Dung Kì chạy trốn ra ngoài thành và bắt đầu nổi dậy. Trong khi đó, Mộ Dung Thịnh vu cáo với Lan Hãn rằng Lan Đê là người đứng đằng sau cuộc nổi loạn của Mộ Dung Kì. Hơn nữa, vào thời điểm này, do hạn hán nghiêm trọng, Lan Hãn đã đi cầu nguyện tại tông miếu của Hậu Yên và cúng linh hồn của Mộ Dung Bảo, đổ hết tội giết Mộ Dung Bảo cho Lan Gia Nan. Khi nghe được những điều này, Lan Đê và Lan Gia Nan trở nên giận dữ và bắt đầu nổi loạn. Trong lúc này, Lan Mục đề nghị phải giết chết Mộ Dung Thịnh, Lan Hãn ban đầu chấp thuận song Mộ Dung Thịnh khi nghe tin thông qua vợ mình đã từ chối đến dự một buổi hội họp mà Lan Hãn gọi đến, Lan Hãn ngay sau đó đã thay đổi ý nghĩ của mình.
Ngay sau đó, sau khi Lan Mục giành chiến thắng trước Lan Đê và Lan Gia Nan, Lan Hãn đã tổ chức một bữa tiệc cho binh lính. Cả ông và Lan Mục đều trở nên quá say rượu. Mộ Dung Thịnh đã lợi dụng cơ hội này để hành động cùng với một số người mà ông ta đã thuyết phục trước đó, cùng nhau giết chết Lan Hãn và Lan Mục, sau đó giết Lan Đê, Lan Gia Nan, cùng các con trai khác của Lan Hãn là Lan Hòa (蘭和) và Lan Dương (蘭揚). Mộ Dung Thịnh sau đó lên ngôi vua Hậu Yên.